# Језеро
Језеро је природно удубљење, депресија, на копну испуњено водом, које није директно повезано са светским морем, а које је релативно великих димензија. Званично у класификацији се не примењује минимална површина коју треба да захвата језеро, али се често помиње да језеро не би требало да има површину испод 1 хектара. Језера леже на копну и нису део океана, те се стога она разликују од лагуна, а исто тако су већа дубља у односу на језерца, мада не постоји формална или научна дефиниција.
Језера могу имати притоке, отоке, а језеро које има и притоку и отоку зове се проточно језеро. Највећа и најдубља језера су тектонског порекла. У њима се налази преко 95% укупне количине језерске воде. Ова језера испуњавају удубљења настала тектонским покретима, односно тектонским поремећајима Земљине површине. Највеће језеро (по површини и количини воде) је Каспијско језеро. Најниже језеро је Мртво море (око 400 m испод нивоа мора), најдубље Бајкалско језеро (1.620 m). Најбројнија су ледничка језера.
Термин језеро такође се користи за описивање природних обележја попут језера Ејр које је већину времена суво али се напуни током сезонских обилних киша. Многа језера су вештачка па се стварају за хидроелектричну производњу (претварање хидро у електричну енергију - струју), рекреацију (пливање...), снабдевање водом, итд.
Финска је позната као држава хиљаду језера, а Минесота као земља десет хиљада језера. Велика језера Северне Америке пореклом су из леденог доба. Преко 60% светских језера налази се у Канади претежно зато што овом земљом доминира неуланчани систем отицања.
Језера су важна за привреду и саобраћај (Језера у Северној Америци, Каспијско језеро); добијају се соли (Мртво море); нека су богата рибом, служе за снабдевање водом и регулисање водостаја на рекама.

## Подела језера
Језера се деле по начину настанка корита или по хидрографским, физичким, хемијским и биолошким карактеристикама.
Хемијски, према концентрацији соли у води језера се деле на: слатководна и слана језера.
Подела по месту и начину настанка:
- метеорско (космично) језеро – настало услед удара метеорита
- тектонско језеро – настало услед тектонских покрета (земљотреси).
- ледничко језеро – настало глацијалним процесом, радом ледника, након чијег топљења су настала углавном уска и дубока језера са стрмим обалама
- вулканско језеро – настало радом вулкана (у кратерима вулкана или преграђивањем река потоцима лаве)
- приобално језеро – настало повлачењем мора из залива
- крашко језеро – настало у депресијама у крашким теренима
- речно језеро – настало мењањем тока реке (напуштањем старог корита)
- еолско језеро – настало радом ветра (у депресијама насталим еолским процесом, које вода потом испуни)

## Порекло природних језера
Многа су језера млада због дејства ерозијских процеса који теже одношењу једне од страна базена у којем се језеро налази. Постоје бројни природни процеси који обликују језера. Недавно тектонско издизање планинског ланца може створити депресије зделастог облика које могу акумулирати воду те створити језера. Напредовање и повлачење ледника може стругањем направити депресије у површини где се онда акумулира језеро. Таква језера уобичајена су у Скандинавији, Сибиру и Канади.
Језера такође могу да настану клизањем земљишта или глацијалним препрекама. Пример потоњег појавио се током задњег леденог доба у држави Вашингтон када је настало огромно језеро иза глацијалног тока. Када се лед повукао, последица је била огромна поплава која је створила споменик Суви слапови у језерима Сан у држави Вашингтон.
Слана језера могу настати где нема природног отицања или где вода брзо испарава па површинско отицање нивоа подземне воде има виши од нормалног садржаја соли. Примери сланих језера укључују Велико слано језеро, Каспијско језеро и Мртво море.
Мала потковаста језера названа мртваје могу настати у речним долинама као последица меандрирања, тј. вијугања. Реке које споро теку стварају завојит облик па се спољна страна завоја откида много брже од унутрашње. Као последица тога настаје потковичаст завој те река сече кроз узак врат. Та рупа сада обликује главни пролаз за реку, а крајеви завоја постају зачепљени муљем.
Језеро Восток је језеро на Антарктику које се налази под ледом и једно је од највећих на свету. Нека језера попут Бајкласког и језера Тангањике вулканског су порекла и леже на геолошким раседним линијама. Кратерско језеро у Орегону налази се унутар калдере угаслог вулкана.

## Карактеристике
Промена нивоа језера надзире се разликом између извора притицања и отицања упоређених са укупном запремином језера. Значајнији улазни извори су падавине над језером; вишак воде донесен токовима и каналима са језерског разводног подручја; канали подземне воде и аквифери, те људски извори изван разводног подручја. Излазни извори су испаравање из језера; површински и подземни водени токови, те било какво вађење језерске воде за људске потребе. Будући да се климатски услови и људске потребе за водом разликују, стварају се флуктуације у језерском нивоу.
Језера се могу категорисати према богатству храњивих материја, које типично утичу на раст биљака. Језера сиромашна храњивим материјама називају се олиготрофним и генерално су прозирна те имају ниску концентрацију биљног живота. Мезотрофна језера имају добру јасноћу и средње нивое храњивих материја. Еутрофна језера су обогаћена храњивим материјама, па стога имају добар раст биљака као и могуће цветања алги. Хипертрофно језеро је водена маса високо обогаћена храњивим материјама. Та језера имају слабу јасноћу и предмет су цветања алги. Језера типично достижу такво стање захваљујући људским активностима попут обилне употребе гнојива у језерском разводном подручју. Таква језера немају готово никакву корисност, а екосистем је готово уништен.

### Типови језера
Периглацијално језеро је врста језера у којем рубове језера обликује ледени покривач, ледена капа или ледник, па лед спречава природно отицање земље.

### Вештачка језера
Акумулацијско језеро или резервоар (француски: réservoir) је вештачко језеро створено потапањем подручја иза хидроенергетске бране. Нека од највећих светских језера чине такви резервоари. Вештачка језера такође могу бити намерно направљена ископавањем или потапањем отворених рудника, те вађењем шљунка у алувијалним низинама (чиме настају шљунчаре или шудране).
За градњу брана геодети морају пронаћи речне долине које су дубоке и уске; бочне стране долине тада могу имати улогу природних зидова. Најбоље место за градњу бране мора се одредити. Ако је потребно, људи и/или историјска налазишта морају бити премештена, нпр. храмови Абу Симбела који су пресељени пре градње Асуанске бране која је створила Насерово језеро.
Језеро Волта у западној Африци покрива око 8500 km². Језеро Мид највеће је северноамеричко вештачко језеро, које је створено Хуверовом браном, а грађено је од 1931. до 1935. године у време председника Франклина Д. Рузвелта. Лока је највеће северноевропско вештачко језеро величине 417 km2. Кујбишевско језеро (руски: Куйбышевское водохранилище́) с површином 6450 km² (запремине 57,3 km³) највеће је европско вештачко језеро и треће на свету, створено браном хидроцентрале Жигули, грађеном од 1950. до 1957. године.
Више информација: Списак резервоара и брана

## Абиотичка и биотичка лимнологија
Лимнологија дели језера на три зоне: литорална зона, која је нагнуто подручје близу земље; зона отворене воде, где је сунчева светлост обилна; и зона дубоке воде, где допире мало сунчеве светлости. Дубина коју светлост може достићи у језерима зависи од густине и кретања честица. Те честице могу бити седиментарног или биолошког порекла и одговорне су за боју воде. Распаднута биљна материја одговорна је на пример за жуту или смеђу боју, док су алге одговорне за зеленкасту боју воде. У врло плитким воденим масама жељезни оксиди дају води црвенкасто смеђу боју. У биолошке честице спадају алге и детритус. Седиментна честица је у суспензији ако је њена тежина мања од насумичних сила замућивања које делују на честицу. Замућивање је пресудни фактор у прозирности воде. Приднене детритиворне рибе одговорне су за муљевите воде јер оне у потрази за храном узбуркају муљ. Писциворне рибе једу биљоједне (планктониворне) рибе, те стога повећавају број алги (види акватрофна каскада). Дубина до које допире светлост или прозирност воде мери се употребом Секијевог диска. То је диск пречника 20 cm са наизменичним белим и црним квадрантима. Дубина на којој се диск више не види је Секијева дубина, тј. мера прозирности. Обично се користи за тестирање еутрофикације.
Језеро ублажава температуру и климу околног подручја због воде која има врло висок специфични топлотни капацитет (4186). Осим тога језеро може током дана да охлади земљу са локалним ветровима, резултирајући у поветарцу са мора или зморцу; или је може ноћу загрејати, стварајући поветарац са копна или копнењак.

## Настанак језера
Језера могу бити наталожена седиментом па језера поступно постају влажно земљиште попут мочваре или баре. Између низинских и горских језера постоји важна разлика. Низинска су језера мирна, мање стеновита/више седиментна, имају благо нагнуто дно те генерално садрже више биљног живота. Велике водене биљке (посебно трска) значајно убрзавају тај процес затварања, јер задржавају седименте. Муљевита језера и језера с много биљоједних риба теже полаганом нестајању. „Нестајуће” језеро (једва приметно на човековој временској скали) типично има водени руб с екстензивним биљним покривачима. Они постају ново станиште за остале биљке (попут маха тресетара када су слови повољни) и животиње од којих су многе врло ретке. Поступно се језеро затвара па може настати млади тресет који ствара бару. У низинским речним долинама (где река може стварати меандре), присуство тресета се објашњава затварањем бивших мртваја. У врло касним стадијима сукцесије расте више стабала коначно претварајући влажно земљиште у шуму.
Нека језера могу нестати у одређеном делу године. Таква језера се називају интермитентним језерима и типична су за кршки терен. Изврстан пример таквих језера је Церкнишко језеро у Словенији.

## Ванземаљска језера
Познато је да само једно астрономско тело осим Земље има велика језера: највећи Сатурнов месец, Титан. Фотографије и спектроскопска анализа свемирске летелице Касини—Хајгенс показују течни етан на површини, за који се сматра да је помешан са течним метаном. Највеће језеро на Титану је Кракеново море које је, са процењених 400.000 km km2, отприлике пет пута веће од језера Супериор (~80.000 km2) и скоро величине свих пет Великих језера Северне Америке заједно. Друго највеће језеро на Титану, Лигејско море, скоро је двоструко веће од Горњег језера, са процењених 150.000 km2.
У данашње време је површина планета Марса прехладна да допусти сакупљање текуће воде на површини. Ипак се чини да геолошки докази потврђује да су некад постојала стара језера на површини. Такође је могуће да ће вулканска активност на Марсу с временом отопити лед који се налази испод површине те створити велика језера. Под тренутним условима та ће се вода смрзнути или брзо испарити осим ако се не изолује на неки начин попут покривања вулканским пепелом. Планета Марс има само једно потврђено језеро које је подземно и близу јужног пола. Иако је површина Марса превише хладна и има премали атмосферски притисак да би омогућио трајну површинску воду, чини се да геолошки докази потврђују да су се древна језера некада формирала на површини.
Јупитеров велики месец Ија вулкански је активан због истакнутих плима и осека, па су се као последица тога на површини акумулирала лежишта сумпора. Неке фотографије снимљене током мисије Галилео показују језера текућег сумпора на површини, иако су ова више аналогна језерима лаве него воде на Земљи.
На Месецу се налазе тамне базалтне равнице сличне лунарним морима само што су мање, па се називају lacus (једнина lacus, латински за „језеро”). Некад су рани астрономи за њих мислили дословно да су језера.

## Најпознатија језера
- Каспијско језеро, слано језеро, површине око 360.000 км².
- Горње језеро, слатководно језеро, површине око 82.414 km².
- Бајкалско језеро, најдубље на свету, дубине 1.741 м.
- Титикака, највише пловно језеро, 3821 мнв.
- Мртво море, језеро са највећом концентрацијом соли и најниже на свету, -422 мнв.
- Тоба, вулканско језеро, највеће језеро смештено у калдери на острву Суматра.

## Највећа језера по континентима
- Африка — Викторијино језеро (такође друго по величини слатководно језеро на Земљи које се користи за снабдевање питком водом).
- Антарктик — Восток (ледничко језеро).
- Азија — Каспијско језеро (уједно и највеће на свету).
- Аустралија — Ер.
- Европа — Ладога (налази се у северозападној Русији).
- Северна Америка — Горње језеро.
- Јужна Америка — Титикака.